# Boiron de Morges
Der Boiron de Morges ist ein rund 15 km langer Zufluss des Genfersees im Kanton Waadt der Schweiz. Er entwässert einen Abschnitt der westlichen Randzone des Waadtländer Mittellandes und gehört zum Einzugsgebiet der Rhone. Der Name geht auf das altfranzösische Wort boire zurück, das etwa der Bedeutung von „Bachgraben“, „Wassergraben“ entspricht.
Das Quellgebiet des Boiron de Morges befindet sich auf rund 685 m ü. M. in der Waldsenke von Le Paudex auf dem Jurafussplateau südöstlich der Gemeinde Ballens. Der Bach fliesst zunächst nach Osten, bis er beim Weiler Froideville die 300 m breite, flache Talniederung des Grand Marais erreicht. Dieses heute nur noch von Rinnsalen benutzte Tal diente dem eiszeitlichen Rhonegletscher während längerer Zeit als Schmelzwasserrinne.
Von Froideville südwärts benutzt der Boiron de Morges dieses Talsystem, das von den ausgedehnten Wäldern Les Tailles und Les Bougeries flankiert wird. Er weist dabei ein sehr geringes Gefälle von etwa 0,2 % auf. Nach rund 3 km verlässt der Bach diese ehemalige Schmelzwasserrinne und wendet sich nach Südosten. Mit einer breiten Talmulde durchquert er den Rand des Jurafussplateaus und tritt in das Genferseebecken ein.
Der Unterlauf des Boiron de Morges zeichnet sich durch zahlreiche Mäander in einem leicht in die Umgebung eingesenkten Erosionstal aus. An seiner Mündung in den Genfersee zwischen den Ortschaften Saint-Prex und Morges hat der Boiron de Morges einen kleinen Schwemmkegel aufgeschüttet. Der Boiron de Morges besitzt ein pluviales Abflussregime. Der einzige nennenswerte Seitenbach ist die Irence, die unterhalb des Dorfes Villars-sous-Yens mündet.
Der Boiron de Morges fliesst durch landwirtschaftlich intensiv genutzte Zonen und ist deshalb auf weite Strecken reguliert und in ein enges Bachbett eingezwängt. Abschnitte des Unterlaufs, die nicht direkt an Landwirtschaftsgebiet grenzen, befinden sich noch in naturnahem, teilweise in natürlichem Zustand. Seit dem Mittelalter wurde die Wasserkraft des Boiron de Morges an verschiedenen Orten für den Betrieb von Mühlen genutzt.
Im Rahmen der Überwachung der Wasserqualität des Genfersees durch die Commission internationale pour la protection des eaux du Léman (CIPEL) figuriert auch die wissenschaftliche Untersuchung von Wassergüte, Flora und Fauna des Boiron de Morges.